# Núcleo dentado
El núcleo dentado es un cúmulo de neuronas, o células nerviosas, situado en el sistema nervioso central (SNC) que se distingue por un borde dentado o serrado. Está localizado dentro de la sustancia blanca profunda de cada hemisferio del cerebelo y es la estructura más grande que liga el cerebelo al resto del cerebro. Es el más grande y más lateral, es decir más lejano del centro, de los cuatro pares de núcleos cerebelosos profundos frente el globoso y el núcleo emboliforme que forman el núcleo interpuesto además de gran parte del núcleo fastigial. El núcleo dentado es responsable por la planificación, iniciación y control de movimientos somáticos. La región dorsal del núcleo dentado cuenta con canales de output que toman parte en la función motora, la cual es el movimiento del músculo esquelético, mientras que la región ventral cuenta con canales de output que tienen papel en función inmóvil como el pensamiento consciente y las funciones visuales espaciales.

## Desarrollo
El núcleo dentado es muy complejo, con giros (sierras en la córtex cerebral) y surcos (curvas en la córtex cerebral). Su formación es simultánea con una etapa crítica de crecimiento en el dentado fetal. El núcleo dentado se hace visible dentro de la sustancia blanca del cerebelo tras 11-12 semanas de desarrollo, contiene solamente superficies planas en el lado lateral (hacia los bordes o lejos del medio) y medial (por el medio). Durante este periodo, las neuronas del núcleo son todas similares en forma, siendo mayormente células bipolares.
Durante las semanas 22-28 de desarrollo, el cual es el periodo más importante del desarrollo fetal con respecto al núcleo dentado, inicia la formación de giros por toda la superficie. Las neuronas maduran a varias formas de células multipolares, y los tipos más comunes de neuronas son de tamaño medio a tamaño grande.

## Estructura

### Ubicación

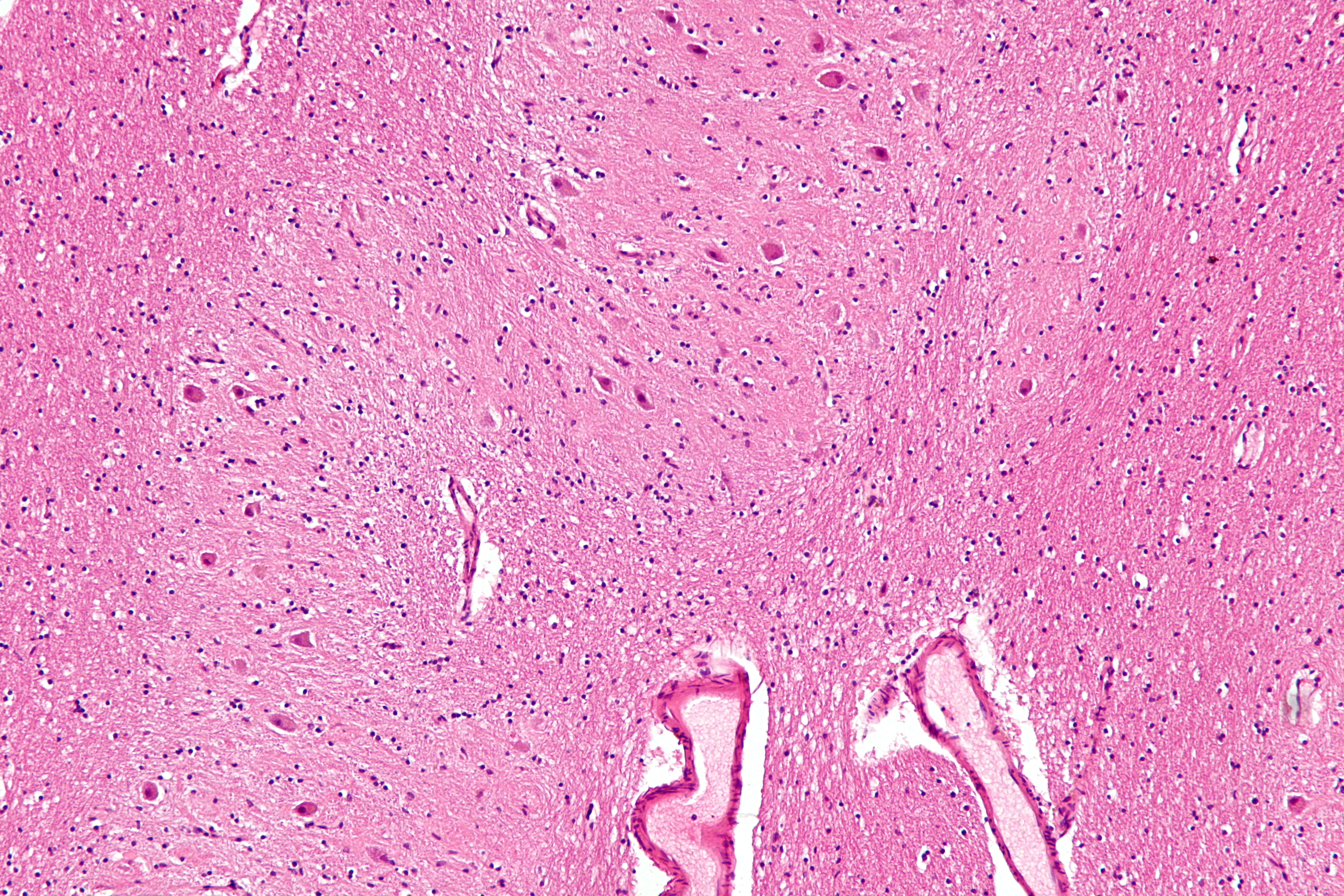
Micrografía Del núcleo dentado (rosa pálida). Tinción H-E.

La arquitectura del cerebelo cuenta con una forma semejante a un cristal, así que una muestra en cualquier parte del cerebelo rinde una arquitectura repetida. Los ocho núcleos del cerebelo, se sitúan profundamente en la sustancia blanca de cada hemisferio cerebeloso, se presentan en pares, y cada uno existe en un hemisferio distinto. Como tejido, el núcleo dentado forma una unidad especializada llamada el cerebrocerebelo junto con la córtex cerebelosa. Así, hay un cierto componente del cerebelo que comunica exclusivamente con el núcleo dentado.

#### Núcleos cerebelares profundos
- Dentado: El núcleo dentado es mayor, más lateral y más reciente filogenéticamente de los núcleos cerebelares. Recibe señales aferentes, o entrantes, de la corteza premotor y corteza suplementaria via el sistema pontocerebeloso. Las señales eferentes, o salientes, acuden por el pedúnculo cerebeloso superior por el núcleo rojo hasta el tálamo Ventroanterior/Ventrolateral contralateral[5] situado en lado opuesto.[6]
- Interpuesto: Los núcleos globosos y emboliformes componen el núcleo interpuesto. El núcleo interpuesto es el menor del los núcleos cerebelares. Está ubicado entre el núcleo dentado y núcleo fastigiado. Recibe flujo aferente del lóbulo anterior (hacia el frente) del cerebelo y manda información eferente al núcleo rojo contralateral por el pedúnculo cerebeloso superior. Este núcleo es el origen del tracto rubroespinal que influye músculos flexores de los miembros.[7]
- Fastigial: El núcleo fastigial es el más medial. Recibe señales aferentes del vermis y los señales eferentes recorren via el pedúnculo cerbeloso inferior al núcleo vestibular.

Los núcleos cerebelares profundos reciben el último output de la corteza cerebelosa a través de las células Purkinje en la forma de inhibición. Las neuronas en el núcleo cerebelar sintetizan acciones espontáneas al pesar de la inhibición continúa de las células Purkinje. El núcleos cerbelares reciben proyecciones aferentes de la oliva inferior, el núcleo reticular lateral, las vértebras lumbares y cervicales y los núcleos pontinos. Juntos, todos los núcleos cerebelares profundos forman un conjunto que controla la realimentación de la corteza cerebelosa por output cerebelar.

### Morfología
El núcleo dentado es altamente complejo y se puede dividir en las particiones dorsal (motor) y ventral (no motor). La mitad ventral es bastante más desarrollado en los seres humanos que en los grandes simios, y parece tener un papel en la conexión de fibras. Además, la partición ventral domina las altas funciones cerebelosas como el lenguaje y la cognición, tanto como el movimiento fino de los dedos. Aunque se acepta que la región ventral es más novedosa con respeto a la línea evolutiva, la tecnología de imagen médica en 3-D ha suscitado preguntas acerca de esta suposición, ahora que es posible cumplir un análisis del tercer eje o eje rostrocaudal. Es más, las últimas imágenes muestran que la región ventral no ocupa más espacio que la región dorsal, lo que se había supuesto si aumentara con capacidad cognitiva.
Las neuronas del dentado adulto están clasificadas por su tamaño, morfología y función entre las neuronas de proyección y interneuronas.

#### Neuronas de proyección[6]
Las neuronas de proyección se han clasificado en cuatro tipos según su posición en el dentado, la forma de la soma (cuerpo celular) y la bifurcación de las dendritas. Estas neuronas están encargadas de transmitir información entre el núcleo dentado y la corteza cerebelosa. 
- Neuronas centrales: Las neuronas centrales se encuentran dentro de la masa nuclear, lejos de la periferia. Poseen una soma redonda y espinosa, y varios troncos dendríticos que emergen de todos lados de la soma. Estas dendritas tienen patrones complejos de bifurcación y campos dendríticos esféricos.[6]
- Neuronas de frontera: Las neuronas de frontera están concentradas al borde de la lámina nuclear y poseen somas elípticas. Tienen un axón grueso que dirige hacia la sustancia blanca además cuatro a seis dendritas primarias que forman ramas del otro lado. Los campos dendríticos de estas neuronas se notan por su forma tetrahedral con el cuerpo celular en una esquina.
- Neuronas asimétricas intermedias: Las neuronas asimétricas intermedias existen dispersadas por toda la masa nuclear y poseen somas elípticas. Ellas exhiben entre cinco y nueve dendritas saliendo por todos lados, con una o dos que son más largas que las demás.
- Neuronas fusiformas intermedias: Las neuronas fusiformas intermedias están esparcidas por el dentado y sus somas tienen forma elíptica alargada, ahusada en ambos extremos. Cuentan con tres a cinco dendritas primarias que separan en dendritas más largas. La parte superior del cuerpo celular es paralela a las dendritas apicales, las cuales se orientan hacia el centro nuclear.

#### Interneuronas
Las interneuronas están compuestas por vías que llevan señales contenidas dentro del dentado. Estas neuronas mandan realimentación al dentado y permite control fino de las señales. Actualmente, hay menos investigación sobre la forma específica de estas neuronas, pues el núcleo dentado está formado mayormente de neuronas de proyección.

## Función

### Proyecciones
El dentado contiene secciones que son anatómicamente distintas y funcionalmente únicas (dorsal y ventral, respectivamente), y sus proyecciones están ordenadas desde el dentado a distintas zonas en el tálamo ventrolateral. Es más, los elementos dorsales del dentado [se] proyectan a las regiones motor principal y premotor de lacórtex cerebral y los elementos ventrales del dentado que proyectan a las áreas prefrontal y parietal del córtex cerebral. Los dominios motores y premotores forman 50-60 por ciento y 20 por ciento respectivamente, del dentado. Se estima que las proporciones del dentado humano en general son comparables. Todos las áreas que alcanza el dentado proyectan atrás hacia el cerebelo via señales eferentes al núcleo pontino, y las regiones corticales que no proyectan al cerebelo no son elementos seleccionados para recibir output del dentado.
El dominio motor en la porción dorsal del dentado posee ciertos canales de output que controlan la generación y regulación de movimiento tanto como las neuronas que enervan las áreas premotor en el lóbulo frontal. 
El dominio no motor contiene canales de output que toman parte en la cognición y funciones visioespaciales, y las proyecciones que pasan por las áreas prefrontal y posterior de la corteza en esta región están agrupadas en regiones distintas y un traslape mínimo. Estas áreas se activan en tareas que requieren memoria de corto plazo, aprendizaje por reglas y funciones ejecutivas más altas de planificación. Aunque el aspecto ventral del dentado se ha demostrado tener un papel en la adquisición de información, su papel en los aspectos de guardarla todavía no se entiende completamente.

### Vías neuronales
Hay tres rutas distintas desde el núcleo dentado al tálamo ventrolateral, incluso una vía directa, posterior y anterior. La vía directa recorre en la dirección anterolateral debajo del tálamo y entra por el lado ventral. Los axones que siguen la vía posterior se dirigen hacia el lado dorsal desde la línea mediana al lado posterior del tálamo, acercan el tálamo y entran de varias posiciones. Los axones que siguen la vía anterior pasan lateralmente en el sub-tálamo y entran la lámina medular external. Al acceder la lámina, las fibras se dirigen posteriormente y entran el lado dorsal del tálamo. Consecuentemente, debido a estas vías, las neuronas del núcleo dentado pueden recorrer todos los núcleos talámicos, aparte de las que existen en la línea media y grupos anteriores nucleares.
Los axones del núcleo dentado están clasificados como divergente o convergente. Las ramas convergentes incluyen las que provienen de axones distintos y recorren vías distintas pero traslapan en el mismo campo terminal;. Las rutas divergentes provienen del mismo axón pero recorren vías diferentes y se dirigen hacia campos terminales diferentes. Aunque nunca se ha observado conectividad directamente entre el dentado y el tálamo, se cree que existe una conexión entre un sitio específico en el dentado y las representaciones de unas partes del cuerpo en el tálamo.
Tres modalidades son recogidas por el cerebelo, como la propriocepción, nocicepción y input somático. Todas estas formas de insumo estimulan el núcleo dentado. El núcleo dentado es responsable de planificar y ejecutar movimiento preciso. Ya que todos las funciones motores requieren información sensorio, se presume que el núcleo dentado recibe y manipula esta información en alguna manera pero este supuesto queda indeterminado. Por ejemplo, el acto de levantar un objeto requiere input sensorio como el tamaño del objeto y dónde se ubica. Es verdad que el papel principal del núcleo dentado es el control de movimiento, también toma parte en el procesamiento de sensaciones.

### Función
El propósito del núcleo dentado se puede describir con dos postulados:
1. El núcleo dentado toma parte en funciones básicas del circuito neurológico, tal como insumo al cerebelo de los otros sitios. Las funciones que exigen coordinación como pensamientos y acciones motores, tienen que pasar por el cerebelo para ser suavizado. Este input viaja en dos partes, a la superficie de la corteza cerebelosa y el input colateral al núcleo cerebelar.
2. El cerebelo completo cuenta con un output que extiende de los núcleos cerebelares profundos. Hay un caudal de información que sale de la corteza cerebelosa, así que viaja por el núcleo cerebelar y tiene que enviar los señales al resto del sistema nervioso. Pues, el cerebelo comunica al mundo exterior via los núcleos cerebelares. El input que alcanza la corteza cerebelosa se procesa en muchas maneras; al final de lo que tome lugar en la córtex cerebelosa, sale por una sinapsis en el núcleo cerebelar.

El núcleo dentado es responsable de la planificación, iniciación y control de movimientos voluntarios. La región dorsal del dentado contiene canales de output involucrados en función motora, mientras que la región ventral contiene canales de output involucrados en funciones no motores como cognición y funciones visuales espaciales. El núcleo dentado envía órdenes y información a las áreas motores y premotores del cerebro anterior.

## Importancia clínica
Varios procesos patológicos implican el núcleo dentado, incluidos desórdenes metabólicos, genéticos y neurodegenerativos, además unas infecciones.

### Desórdenes metabólicos
Enfermedad del jarabe de arce (EOOJA): Una enfermedad hereditaria de metabolismo de ácidos aminos en bebes, esta enfermedad resulta en deterioración neurológica. Edema en el mielina se nota en el cerebelo, incluido el núcleo dentado, tronco cerebral y los tractos corticoespinales.
Síndrome de Leigh: Las síntomas clínicas y patológicas normalmente aparecen durante el primer año de la vida e incluyen retraso psicomotor y disfunción del tronco cerebral. Defectos aparecen en ambos lados de la sustancia gris central, ganglios basales, y núcleo dentado.
Aciduria glutárica tipo 1 (AG1): Un desorden autosomal recesivo, AG1 se debe a una deficiencia de glutaril-coenzima A deshidrogenasa. Las síntomas se muestran en los ganglios basales ganglia y el núcleo dentado.
Enfermedad de Canavan: La enfermedad de Canavan es un trastorno de sustancia blanca causado por una deficiencia de aspartoacilasa. El núcleo dentado no está afectado hasta las etapas tardes en la progresión de la enfermedad.

### Desórdenes misceláneos
Neurofibromatosis tipo 1 (NF-1): NF-1 es un trastorno autosomal dominante neurocutáneo. El gran indicación de NF-1 es el desarrollo de muchos tumores. Lesiones en la sustancia blanca y el núcleo dentado usualmente ocurren en jóvenes con menos de diez años.
Histiocitosis de células de Langerhans (HCL): HCL es un desorden agresivo por su proliferación de histiocitos en las células Langerhands y el núcleo dentado está afectado en 40 por ciento de pacientes.
La enfermedad de Alzheimer (EA) con mioclono:  Muestra un aumento en el volumen promedio de neuronas grandes y una disminución en volumen promedio de neuronas pequeñas en el núcleo dentado en EA con mioclono. Ciertos cambios morfológicos en el núcleo dentado puede contribuir al substrato patológico de myoclonus en EA.

## Imágenes adicionales

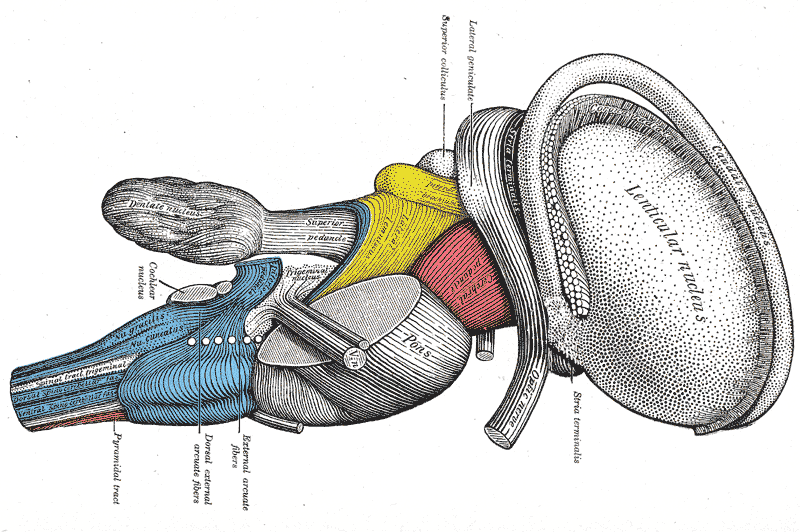
Disección del tronco encefálico. Vista lateral.
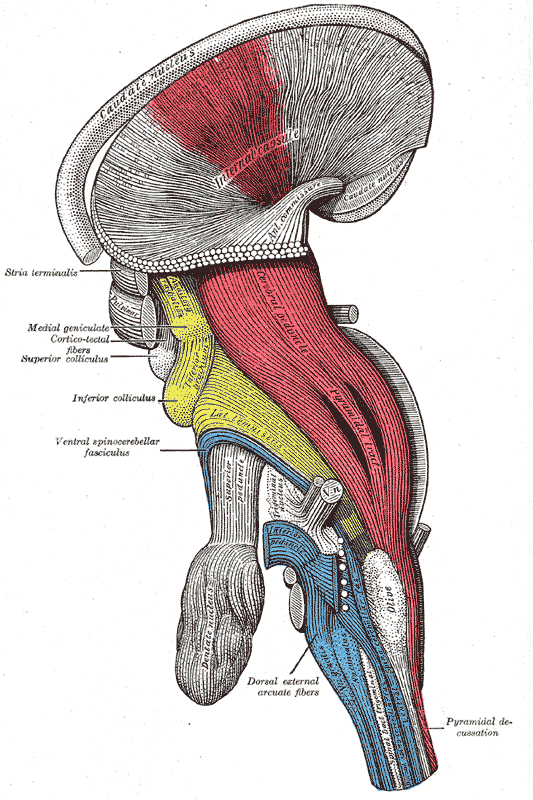
Disección profunda del tronco encefálico. Vista lateral.
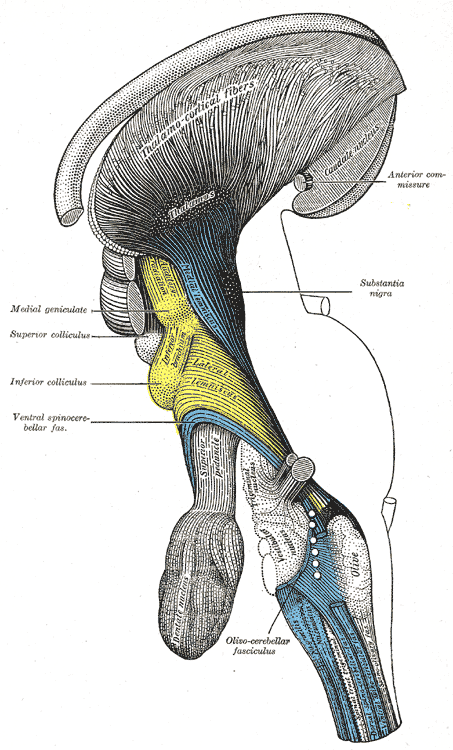
Disección profunda del tronco encefálico. Vista lateral.
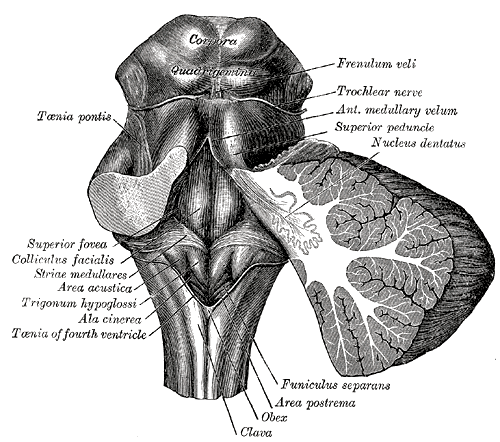
Fosa romboide.